# 素祭
素祭（希伯来语：minchah，英语：meal offerings、gift offering或grain offerings）是《聖經·利未记》提到的第二种祭物，这种祭物不包含肉类。素祭经常是单独献上，但也可以与燔祭一同献上。学者相信“素祭”一词最初指所有自愿的献祭，但后来专指不包含肉类的献祭。
素祭是用细面（不仅是高品质面粉）、乳香和油制成，细面要与油混合并烤熟成无酵薄饼（或面包），外面抹油。根据传统每次献祭要做10个这种饼。素祭的一部分要加上乳香，烧在祭坛上，素祭剩下的部分归给祭司，他们要在圣所内吃掉祭物。素祭禁止使用酵与蜜，前者表明邪恶的教训，后者表明凡俗的善意。
素祭表征在人性里的基督并表征祂的生活为人都是正确适度，柔细均匀，清洁无罪的─利二1～16，太十一29，十二19～20，来四15：

## 素祭必要四成份
1. 素麵：奉獻
2. 乳香：榮耀_不可佔為己有
3. 油：聖靈
4. 鹽：立約與調和

## 嚴禁二成份
1. 酵：未認罪_不可帶罪服事而覺得無所謂_參孫
2. 蜜_天然個性

## 參看
- 五祭